# Grand Prix de Macao de Formule 3 1997
Le Grand Prix de Macao de Formule 3 1997 est la 44e édition de l'épreuve macanaise réservée aux monoplaces de Formule 3. Elle s'est déroulée du 20 au 23 novembre 1997 sur le tracé urbain de Guia.

## Participants
| No | Pilotes           | Voiture                  | Écurie                           |
| -- | ----------------- | ------------------------ | -------------------------------- |
| 1  | Ralph Firman      | Dallara Honda-Mugen NB   | Stewart Racing Team              |
| 2  | Jonny Kane        | Dallara Honda-Mugen NB   | Stewart Racing Team              |
| 3  | Max Angelelli     | Dallara Opel-Spiess (en) | Opel Team Bertram Schäfer Racing |
| 5  | Bas Leinders      | Dallara Opel-Spiess (en) | Opel Team Bertram Schäfer Racing |
| 6  | Oliver Martini    | Dallara Opel-Spiess      | Opel Team RC Motorsport          |
| 7  | Tom Coronel       | Dallara Toyota-Tom's     | Tom's                            |
| 8  | Patrice Gay       | Dallara Opel-Spiess      | Graff Racing                     |
| 9  | Soheil Ayari      | Dallara Opel-Spiess      | Graff Racing                     |
| 12 | Michele Gasparini | Dallara Opel-Spiess      | Opel Team RC Motorsport          |
| 15 | Enrique Bernoldi  | Dallara Renault-Sodemo   | Promatecme                       |
| 16 | Nicolas Minassian | Dallara Renault-Sodemo   | Promatecme                       |
| 17 | Stéphane Sarrazin | Dallara Fiat             | LD Autosport                     |
| 18 | Yuji Tachikawa    | Dallara Honda-Mugen NB   | Toda Racing                      |
| 19 | André Couto       | Dallara Opel-Spiess      | Prema Powerteam                  |
| 20 | Donny Crevels     | Dallara Fiat             | Prema Powerteam                  |
| 21 | Wolf Henzler      | Martini Opel-Spiess (en) | Josef Kaufmann Racing            |
| 22 | Mark Webber       | Dallara Honda-Mugen NB   | Alan Docking Racing              |
| 23 | Ricardo Maurício  | Dallara Honda-Mugen NB   | Alan Docking Racing              |
| 25 | David Saelens     | Dallara Opel-Spiess      | ASM Fina                         |
| 26 | Maurizio Mediani  | Dallara Fiat             | EF Project                       |
| 27 | Sebastián Martino | Dallara Opel-Spiess      | PMS Tomei Sport                  |
| 28 | Keiichi Nishimiya | Dallara Opel-Spiess      | PMS Tomei Sport                  |
| 29 | Peter Dumbreck    | Dallara Opel-Spiess      | GM Motorsport                    |
| 30 | Norman Simon      | Dallara Opel-Spiess      | GM Motorsport                    |
| 31 | Franck Montagny   | Martini Opel-Spiess      | La Filière                       |
| 32 | Oriol Servià      | Martini Opel-Spiess      | La Filière                       |
| 33 | Mario Haberfeld   | Dallara Opel-Spiess      | Martin Donnelly Motorsport       |
| 35 | Ben Collins       | Dallara Mitsubishi       | Fortec Motorsport                |
| 36 | Fredrik Ekblom    | Dallara Mitsubishi       | Fortec Motorsport                |

## 1recourse
Qualification
| Ligne | Positions sur la grille de départ      | Positions sur la grille de départ      | Positions sur la grille de départ |
| ----- | -------------------------------------- | -------------------------------------- | --------------------------------- |
| 1re   | 1. Tom Coronel (2 min 17 s 178)        | 2. Soheil Ayari (2 min 17 s 260)       |                                   |
| 2e    | 3. Ralph Firman (2 min 17 s 394)       | 4. Max Angelelli (2 min 17 s 874)      |                                   |
| 3e    | 5. André Couto (2 min 17 s 875)        | 6. Jonny Kane (2 min 18 s 589)         |                                   |
| 4e    | 7. Bas Leinders (2 min 18 s 632)       | 8. Fredrik Ekblom (2 min 19 s 471)     |                                   |
| 5e    | 9. Yuji Tachikawa (2 min 19 s 500)     | 10. Mark Webber (2 min 19 s 617)       |                                   |
| 6e    | 11. Ben Collins (2 min 19 s 697)       | 12. Enrique Bernoldi (2 min 19 s 727)  |                                   |
| 7e    | 13. Norman Simon (2 min 19 s 733)      | 14. Keiichi Nishimiya (2 min 19 s 976) |                                   |
| 8e    | 15. David Saelens (2 min 20 s 201)     | 16. Patrice Gay (2 min 20 s 029)       |                                   |
| 9e    | 17. Wolf Henzler (2 min 20 s 349)      | 18. Michele Gasparini (2 min 20 s 356) |                                   |
| 10e   | 19. Franck Montagny (2 min 20 s 654)   | 20. Oriol Servià (2 min 20 s 777)      |                                   |
| 11e   | 21. Peter Dumbreck (2 min 20 s 831)    | 22. Stéphane Sarrazin (2 min 20 s 932) |                                   |
| 12e   | 23. Nicolas Minassian (2 min 20 s 967) | 24. Maurizio Mediani (2 min 21 s 067)  |                                   |
| 13e   | 25. Oliver Martini (2 min 21 s 068)    | 26. Mario Haberfeld (2 min 22 s 062)   |                                   |
| 14e   | 27. Donny Crevels (2 min 22 s 296)     | 28. Ricardo Maurício (2 min 22 s 880)  |                                   |
| 15e   | 29. Sebastián Martino (2 min 24 s 020) |                                        |                                   |

Résultat
| Pos. | no | Pilote            | Voiture                | Tours | Temps/Abd.      |
| ---- | -- | ----------------- | ---------------------- | ----- | --------------- |
| 1    | 9  | Soheil Ayari      | Dallara Opel-Spiess    | 12    | 30 min 26 s 712 |
| 2    | 8  | Patrice Gay       | Dallara Opel-Spiess    | 12    | + 0 s 993       |
| 3    | 19 | André Couto       | Dallara Opel-Spiess    | 12    | + 2 s 705       |
| 4    | 15 | Enrique Bernoldi  | Dallara Renault-Sodemo | 12    | + 6 s 404       |
| 5    | 22 | Mark Webber       | Dallara Honda-Mugen    | 12    | + 8 s 370       |
| 6    | 29 | Peter Dumbreck    | Dallara Opel-Spiess    | 12    | + 11 s 290      |
| 7    | 32 | Oriol Servià      | Martini Opel-Spiess    | 12    | + 21 s 012      |
| 8    | 26 | Maurizio Mediani  | Dallara Fiat           | 12    | + 23 s 672      |
| 9    | 18 | Yuji Tachikawa    | Dallara Honda-Mugen    | 12    | + 23 s 986      |
| 10   | 32 | Franck Montagny   | Martini Opel-Spiess    | 12    | + 25 s 617      |
| 11   | 17 | Stéphane Sarrazin | Dallara Fiat           | 12    | + 26 s 640      |
| 12   | 6  | Oliver Martini    | Dallara Honda-Mugen    | 12    | + 28 s 181      |
| 13   | 27 | Sebastián Martino | Dallara Opel-Spiess    | 12    | + 32 s 116      |
| 14   | 20 | Donny Crevels     | Dallara Fiat           | 12    | + 33 s 530      |
| 15   | 35 | Ben Collins       | Dallara Mitsubishi     | 12    | + 40 s 818      |
| 16   | 25 | David Saelens     | Dallara Opel-Spiess    | 11    | + 1 tour        |
| 17   | 30 | Norman Simon      | Dallara Opel-Spiess    | 11    | + 1 tour        |
| 18   | 2  | Jonny Kane        | Dallara Honda-Mugen    | 10    | + 2 tours       |

## 2ecourse
Qualification
| Ligne | Positions sur la grille de départ      | Positions sur la grille de départ      | Positions sur la grille de départ |
| ----- | -------------------------------------- | -------------------------------------- | --------------------------------- |
| 1re   | 1. Soheil Ayari (2 min 15 s 892)       | 2. Max Angelelli (2 min 16 s 434)      |                                   |
| 2e    | 3. Tom Coronel (2 min 16 s 493)        | 4. André Couto (2 min 17 s 468)        |                                   |
| 3e    | 5. Jonny Kane (2 min 17 s 721)         | 6. Ralph Firman (2 min 17 s 797)       |                                   |
| 4e    | 7. Peter Dumbreck (2 min 17 s 857)     | 8. Enrique Bernoldi (2 min 17 s 915)   |                                   |
| 5e    | 9. Bas Leinders (2 min 17 s 947)       | 10. Patrice Gay (2 min 17 s 989)       |                                   |
| 6e    | 11. Mark Webber (2 min 18 s 022)       | 12. Nicolas Minassian (2 min 18 s 091) |                                   |
| 7e    | 13. Norman Simon (2 min 18 s 113)      | 14. David Saelens (2 min 18 s 229)     |                                   |
| 8e    | 15. Yuji Tachikawa (2 min 18 s 234)    | 16. Michele Gasparini (2 min 18 s 395) |                                   |
| 9e    | 17. Wolf Henzler (2 min 18 s 435)      | 18. Fredrik Ekblom (2 min 18 s 533)    |                                   |
| 10e   | 19. Oliver Martini (2 min 19 s 069)    | 20. Maurizio Mediani (2 min 19 s 151)  |                                   |
| 11e   | 21. Oriol Servià (2 min 19 s 155)      | 22. Stéphane Sarrazin (2 min 19 s 221) |                                   |
| 12e   | 23. Ricardo Maurício (2 min 19 s 329)  | 24. Keiichi Nishimiya (2 min 19 s 380) |                                   |
| 13e   | 25. Franck Montagny (2 min 19 s 697)   | 26. Ben Collins (2 min 19 s 952)       |                                   |
| 14e   | 27. Sebastián Martino (2 min 21 s 838) | 28. Donny Crevels (2 min 22 s 296)     |                                   |

Résultat
| Pos. | no | Pilote            | Voiture                | Tours | Temps/Abd.       |
| ---- | -- | ----------------- | ---------------------- | ----- | ---------------- |
| 1    | 9  | Soheil Ayari      | Dallara Opel-Spiess    | 15    | 38 min 55 s 528  |
| 2    | 7  | Tom Coronel       | Dallara Toyota-Tom's   | 15    | + 4 s 537        |
| 3    | 15 | Enrique Bernoldi  | Dallara Renault-Sodemo | 15    | + 7 s 584        |
| 4    | 8  | Patrice Gay       | Dallara Opel-Spiess    | 15    | + 10 s 558       |
| 5    | 22 | Mark Webber       | Dallara Honda-Mugen    | 15    | + 18 s 281       |
| 6    | 35 | Ben Collins       | Dallara Mitsubishi     | 15    | + 21 s 424       |
| 7    | 23 | Ricardo Maurício  | Dallara Honda-Mugen    | 15    | + 21 s 761       |
| 8    | 30 | Norman Simon      | Dallara Opel-Spiess    | 15    | + 22 s 477       |
| 9    | 19 | André Couto       | Dallara Opel-Spiess    | 15    | + 26 s 042       |
| 10   | 32 | Oriol Servià      | Martini Opel-Spiess    | 15    | + 26 s 042       |
| 11   | 20 | Donny Crevels     | Dallara Fiat           | 15    | + 1 min 30 s 520 |
| 12   | 17 | Stéphane Sarrazin | Dallara Fiat           | 15    | + 1 min 32 s 114 |
| 13   | 28 | Keiichi Nishimiya | Dallara Opel-Spiess    | 15    | + 1 min 38 s 811 |
| 14   | 27 | Sebastián Martino | Dallara Opel-Spiess    | 15    | + 1 min 39 s 744 |
| 15   | 36 | Fredrik Ekblom    | Dallara Mitsubishi     | 15    | + 1 min 44 s 348 |
| 16   | 18 | Yuji Tachikawa    | Dallara Honda-Mugen    | 15    | + 2 min 12 s 854 |

## Résultat final
| Pos. | no | Pilote            | Voiture                | Tours | Temps/Abd.         |
| ---- | -- | ----------------- | ---------------------- | ----- | ------------------ |
| 1    | 9  | Soheil Ayari      | Dallara Opel-Spiess    | 27    | 1 h 9 min 22 s 240 |
| 2    | 8  | Patrice Gay       | Dallara Opel-Spiess    | 27    | + 11 s 551         |
| 3    | 15 | Enrique Bernoldi  | Dallara Renault-Sodemo | 27    | + 13 s 988         |
| 4    | 22 | Mark Webber       | Dallara Honda-Mugen    | 27    | + 26 s 651         |
| 5    | 19 | André Couto       | Dallara Opel-Spiess    | 27    | + 28 s 457         |
| 6    | 32 | Oriol Servià      | Martini Opel-Spiess    | 27    | + 47 s 054         |
| 7    | 17 | Stéphane Sarrazin | Dallara Fiat           | 27    | + 58 s 754         |
| 8    | 35 | Ben Collins       | Dallara Mitsubishi     | 27    | + 1 min 2 s 242    |
| 9    | 20 | Donny Crevels     | Dallara Fiat           | 27    | + 1 min 4 s 050    |
| 10   | 27 | Sebastián Martino | Dallara Opel-Spiess    | 27    | + 1 min 11 s 860   |
| 11   | 18 | Yuji Tachikawa    | Dallara Honda-Mugen    | 27    | + 1 min 36 s 840   |
| 12   | 30 | Norman Simon      | Dallara Opel-Spiess    | 26    | + 1 tour           |